# Ronald Colman
Ronald Charles Colman (Londres, 9 de febrero de 1891 - Santa Bárbara,  19 de mayo de 1958) fue un actor británico galardonado con un Premio Óscar.

## Biografía
Colman se aficionó a la actuación en la escuela. Intentó estudiar ingeniería en la Universidad de Cambridge, pero la muerte de su padre lo impidió. Se alistó en las Fuerzas Armadas y sirvió en el London Scottish Regiment durante la Primera Guerra Mundial), con compañeros actores como Claude Rains, Herbert Marshall y Basil Rathbone. Fue seriamente herido en la batalla de Passchendaele.
Tras la guerra, empezó a actuar en el teatro londinense. En 1922, apareció en Broadway, en el éxito teatral La Tendresse. El director Henry King le vio, y lo incluyó en el reparto de la película de 1923, The White Sister (La hermana blanca), junto a Lillian Gish. Se hizo un actor muy popular del cine mudo, tanto en películas románticas como de aventuras. Pasó con éxito al cine sonoro gracias a su voz sonora y elegante. Su primer gran éxito sonoro tuvo lugar en 1930, cuando fue nominado a los Premios Óscar por dos papeles — Condemned (Condenado) y Bulldog Drummond (El capitán Drummond). Apareció en El prisionero de Zenda y Horizontes perdidos en 1937, Si yo fuera rey en 1938, y The Talk of the Town en 1941. Ganó el Premio Óscar en 1948 por Doble vida (A Double Life).
A partir de 1945, Colman tuvo diferentes apariciones en la radio dentro del programa humorístico The Jack Benny Program, junto con su segunda esposa, Benita Hume (1906-1967). Sus papeles como vecinos de Benny les decidieron a realizar su propia comedia radiofónica, The Halls of Ivy, desde 1950 a 1952, continuando con la televisión desde 1954 a 1955. Tuvieron una hija llamada Juliet.
Ronald Colman falleció el 19 de mayo de 1958, a los 67 años de edad, a causa de una infección pulmonar, en Santa Bárbara, California, y fue enterrado en el cementerio de dicha población.
Le otorgaron dos estrellas en el Paseo de la Fama de Hollywood, una por sus actividades cinematográficas en 6801 Hollywood Blvd., y la otra por su dedicación a la televisión en 1625 Vine Street.

## Filmografía
| - The Live Wire (1917) - A Daughter of Eve (1919) - Sheba (1919) - Snow in the Desert (1919) - The Toilers (1919) - Anna the Adventuress (1920) - A Son of David (1920) - The Black Spider (1920) - Handcuffs or Kisses (1921) - The White Sister/La hermana blanca (1923) - The Eternal City/La ciudad eterna (1923) - Twenty Dollars a Week (1923) - Tarnish (1924) - Her Night of Romance/La novela de una noche (1924) - Romola (1924) - A Thief in Paradise/Un ladrón en el paraíso (1925) - His Supreme Moment/La prueba de fuego (1925) - The Sporting Venus/La Venus deportiva (1925) - Her Sister From Paris/Su hermana de París (1925) - The Dark Angel/El ángel de las tinieblas (1925) - Stella Dallas (1925) - Lady Windermere's Fan/El abanico de lady Windermere (1925) - Kiki (1926) - Beau Geste (1926) - The Winning of Barbara Worth/Flor del desierto (1926) - The Night of Love/Venganza gitana (1927) - The Magic Flame/La llama mágica (1927) - Two Lovers/Dos amantes (1928) | - The Rescue/El rescate (1929) - El capitán Drummond (1929) - Condenado (1929) - Raffles (1930) - The Devil to Pay/¡Que pague el diablo! (1930) - The Unholy Garden/El paraíso del mal (1931) - Arrowsmith (1931) - Cynara (1932) - The Masquerader/La máscara de otro (1933) - Bulldog Drummond Strikes Back/Un aventurero audaz (1934) - Clive of India/Clive de la India (1935) - The Man Who Broke the Bank at Monte Carlo/Desbanqué Montecarlo (1935) - A tale of two cities/Historia de dos ciudades (1935) - Bajo dos banderas (1936) - Horizontes perdidos (1937) - El prisionero de Zenda (1937) - Si yo fuera rey (1938) - En tinieblas (1939) - Unidos por la fortuna (1940) - My Life With Caroline/Otra vez mía (1941) - The Talk of the Town (El asunto del día, 1942) - Niebla en el pasado (1942) - Kismet (1944) - El mundo de George Apley (1947) - Doble vida (A Double Life) (1947) - Champagne for Caesar (1950) - La vuelta al mundo en ochenta días (1956) - La historia de la humanidad (1957) |

## Premios y distinciones
Premios Óscar
| Año  | Categoría            | Película            | Resultado |
| ---- | -------------------- | ------------------- | --------- |
| 1930 | Óscar al mejor actor | El capitán Drummond | Nominado  |
| 1930 | Óscar al mejor actor | Condendo            | Nominado  |
| 1943 | Mejor actor          | Niebla en el pasado | Nominado  |
| 1948 | Mejor actor          | Doble vida          | Ganador   |